# みなとみらい駅
みなとみらい駅（みなとみらいえき）は、神奈川県横浜市西区みなとみらい三丁目にある、横浜高速鉄道みなとみらい線の駅である。駅番号はMM03。
当駅周辺地区（みなとみらい地区）は、横浜市における都心（ツインコア）の一つである「横浜都心」に指定されている。

## 歴史
- 2004年（平成16年）2月1日：みなとみらい線の開通と同時に開業[1]。
- 2018年（平成30年）3月31日：可動式ホーム柵の使用を開始[4]。

### 駅名の由来
建設時の仮称は「みなとみらい中央駅」であった。仮称に異論はなかったものの、他に「みなとみらい」を名乗る予定の駅もなく、ことさら「中央」を付ける必要もなかったことから「みなとみらい駅」と命名された。

## 駅構造
島式ホーム1面2線を有する地下駅である。馬車道方面はクイーンズスクエア横浜の直下にあり、地下4階のホームから地上フロアまで吹き抜け構造となっている。
改札口は2か所存在する（クイーンズスクエア方面の改札が地下3階、美術館方面の改札がそれより高いフロアとなる）。また、出入口は以下の7か所ある。
出入口
1. グランモール口
2. いちょう通り口
3. 美術館口
4. 国際大通り口
5. けやき通り口
6. クイーンズスクエア連絡口
7. マークイズ連絡口

1 - 4番出口は美術館方面の改札、それ以外はクイーンズスクエア方面の改札が近い。
ホームと美術館方面の改札の間は、ホーム1号車付近に上下両方向のエスカレーター（上下合わせて3台）が存在する。ホームとクイーンズスクエア方面の改札の間は、上下両方向のエスカレータと階段が平行したものが2組とエレベーターが1台存在する。

### のりば
| 番線 | 路線           | 方向 | 行先                 |
| ---- | -------------- | ---- | -------------------- |
| 1    | みなとみらい線 | 下り | 元町・中華街方面     |
| 2    | みなとみらい線 | 上り | 横浜・渋谷・池袋方面 |

- 駅構内の乗り場案内では、路線名は明記されていない。
- 有料座席指定列車「S-TRAIN」は、土曜・休日ダイヤのみみなとみらい線に入線し、当駅にも停車する。なお、当駅からみなとみらい線内のみの乗車はできない（東横線内のみの乗車や自由が丘駅 - 当駅といった区間は乗車可）[7]。

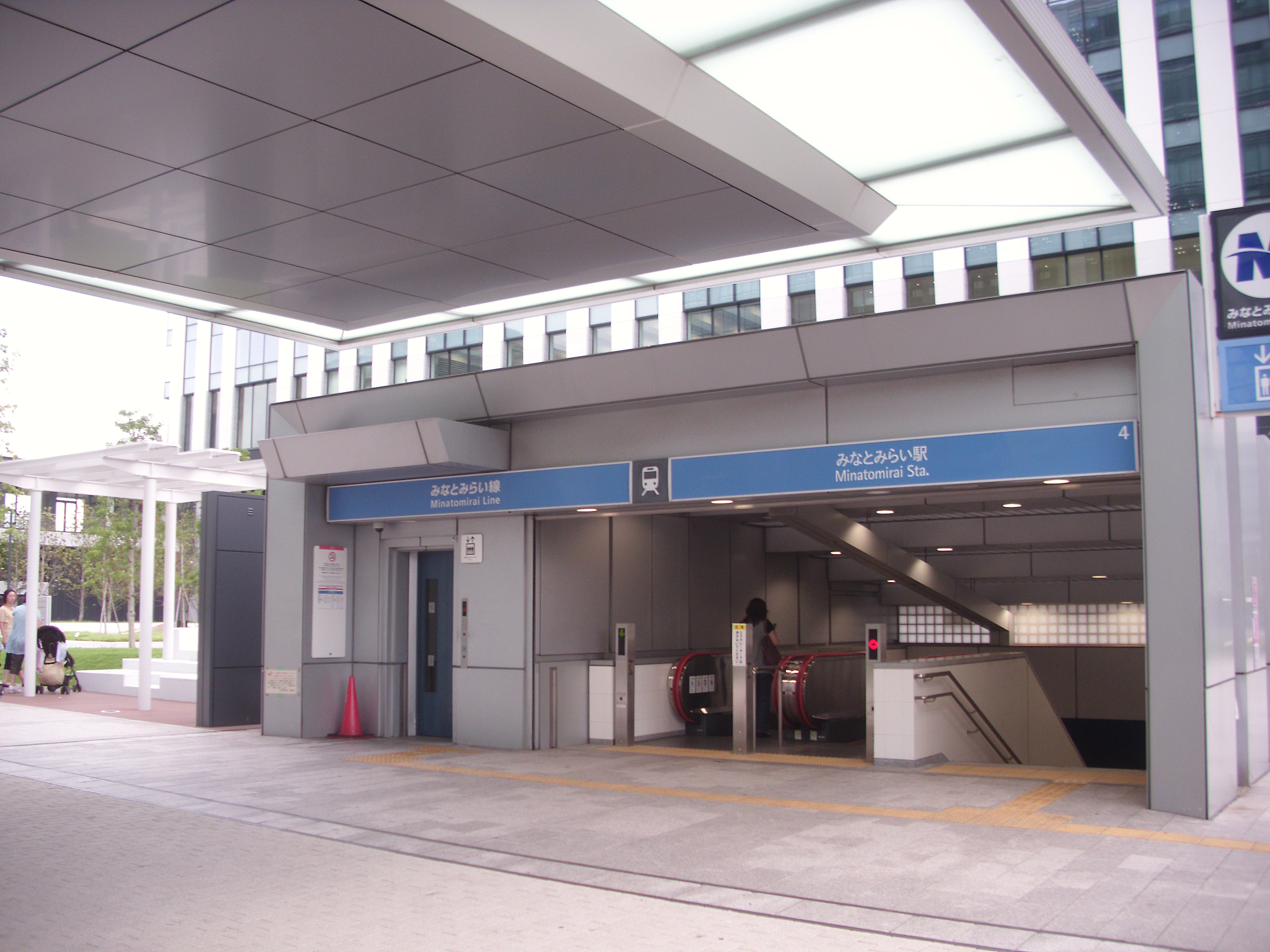
4番出入口（2010年8月）
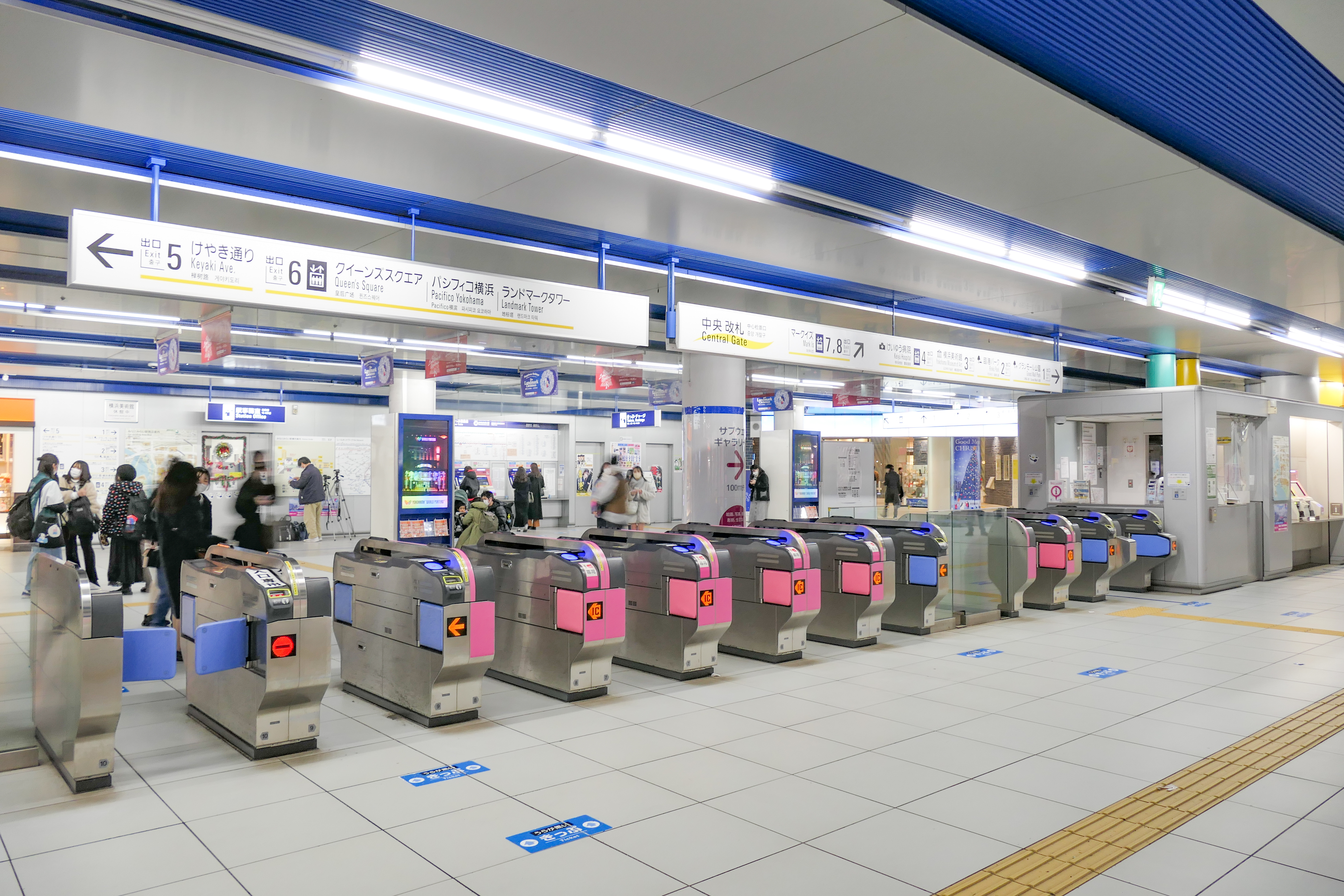
中央改札（2021年12月）
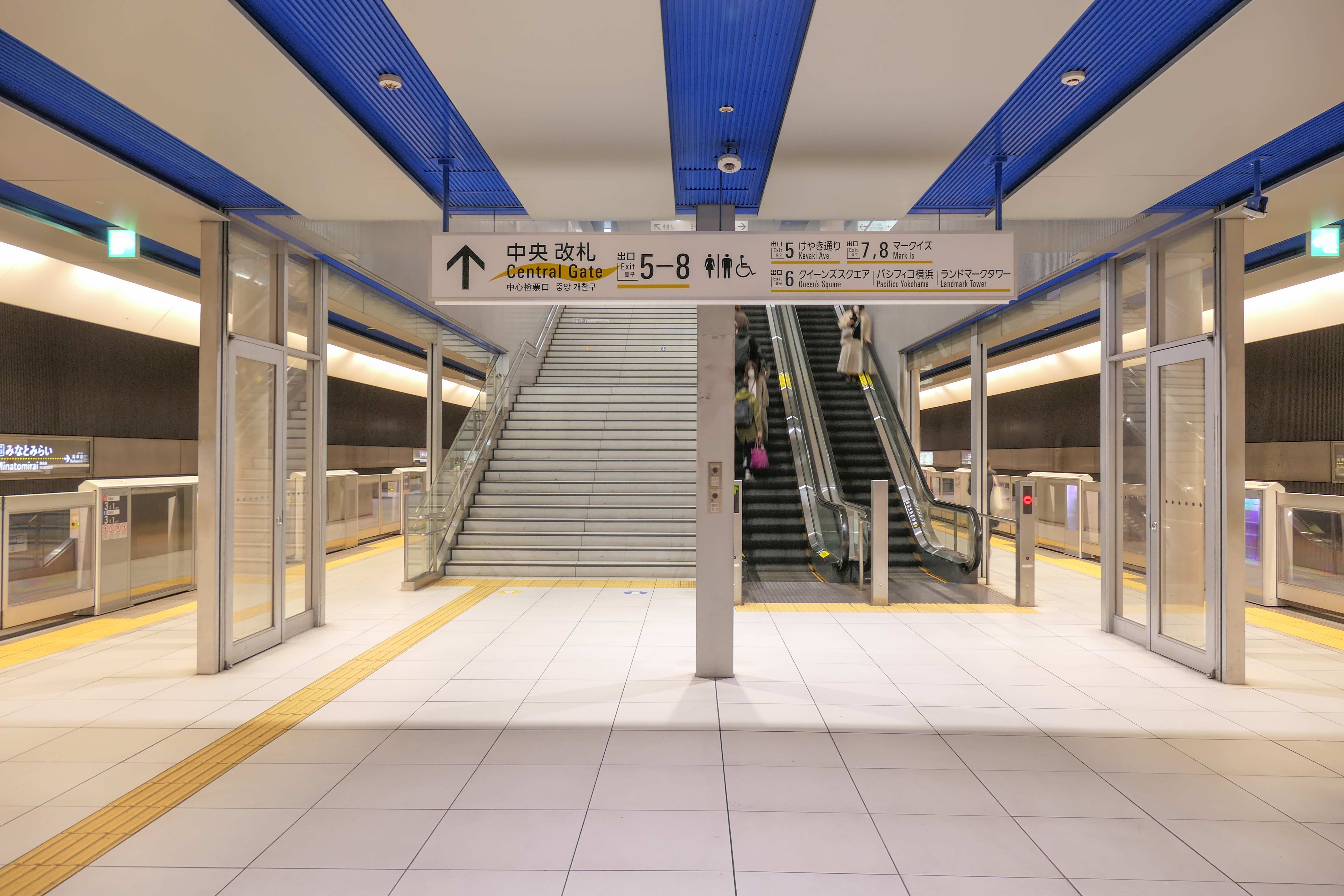
ホーム（2021年12月）
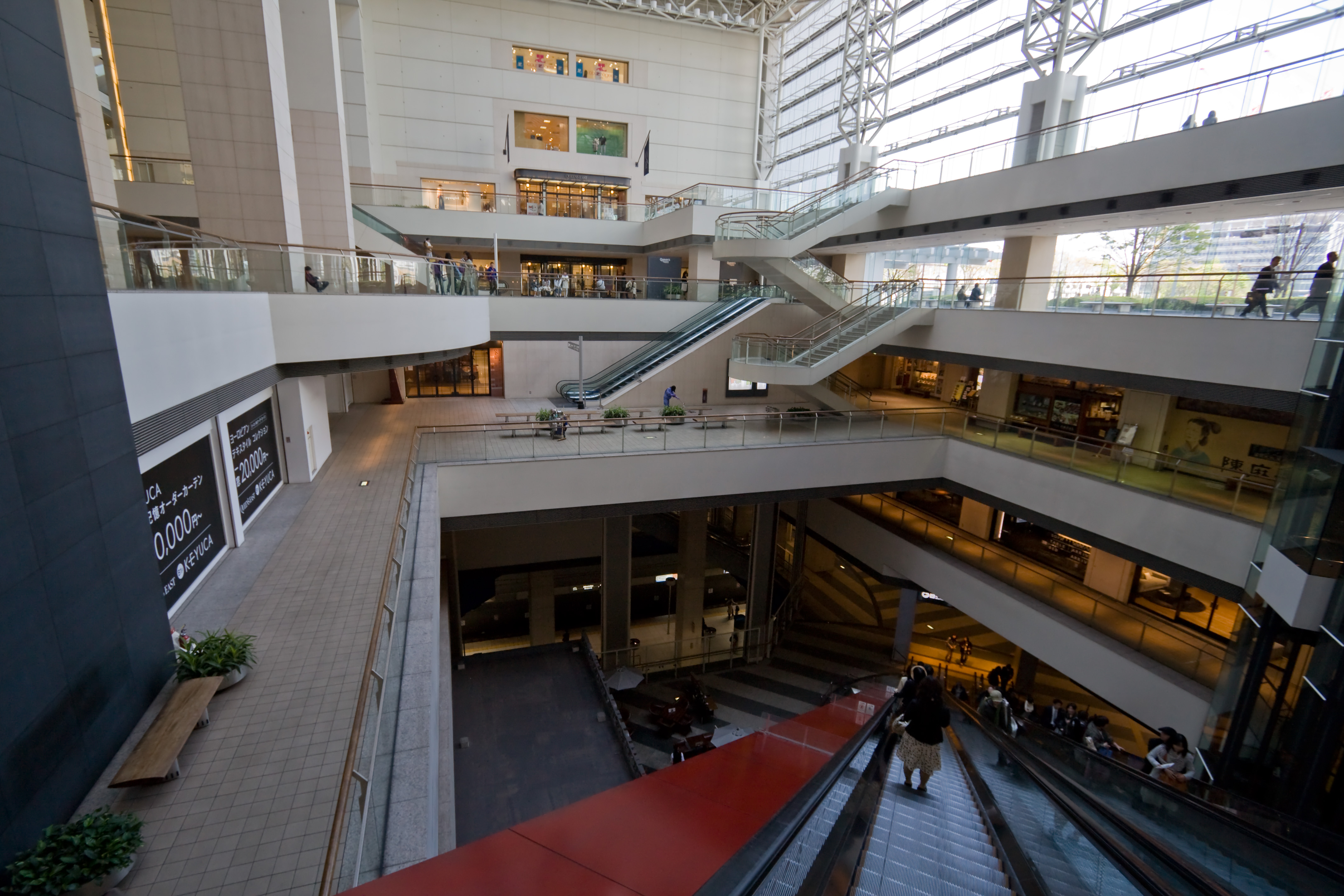
クイーンズスクエア横浜の吹き抜けから見たみなとみらい駅ホーム（最下部） （2010年4月）

## 利用状況
2024年度の1日平均乗降人員は85,853人である。みなとみらい線の駅では横浜駅に次ぐ第2位である。
開業以来の1日平均乗降・乗車人員推移は下表の通りである。
| 年度               | 1日平均 乗降人員 | 1日平均 乗車人員 | 出典                |
| ------------------ | ---------------- | ---------------- | ------------------- |
| 2003年（平成15年） |                  |                  |                     |
| 2004年（平成16年） | 39,079           | 18,720           | [ 神奈川県統計 1 ]  |
| 2005年（平成17年） | 42,792           | 20,654           | [ 神奈川県統計 2 ]  |
| 2006年（平成18年） | 44,576           | 21,585           | [ 神奈川県統計 3 ]  |
| 2007年（平成19年） | 51,351           | 25,223           | [ 神奈川県統計 4 ]  |
| 2008年（平成20年） | 55,829           | 27,351           | [ 神奈川県統計 5 ]  |
| 2009年（平成21年） | 56,902           | 27,810           | [ 神奈川県統計 6 ]  |
| 2010年（平成22年） | 57,085           | 27,909           | [ 神奈川県統計 7 ]  |
| 2011年（平成23年） | 60,057           | 29,601           | [ 神奈川県統計 8 ]  |
| 2012年（平成24年） | 65,187           | 32,120           | [ 神奈川県統計 9 ]  |
| 2013年（平成25年） | 77,997           | 38,576           | [ 神奈川県統計 10 ] |
| 2014年（平成26年） | 80,044           | 39,663           | [ 神奈川県統計 11 ] |
| 2015年（平成27年） | 80,887           | 40,087           | [ 神奈川県統計 12 ] |
| 2016年（平成28年） | 82,390           | 40,860           | [ 神奈川県統計 13 ] |
| 2017年（平成29年） | 84,887           | 42,120           | [ 神奈川県統計 14 ] |
| 2018年（平成30年） | 88,175           | 43,820           | [ 神奈川県統計 15 ] |
| 2019年（令和元年） | 90,677           | 44,975           |                     |
| 2020年（令和02年） | 53,491           |                  |                     |
| 2021年（令和03年） | 60,292           |                  |                     |
| 2022年（令和04年） | 73,680           |                  |                     |
| 2023年（令和05年） | 82,564           |                  |                     |
| 2024年（令和06年） | 85,853           |                  |                     |

備考
1. ↑  2004年2月1日開業。

## 駅周辺
- クイーンズスクエア横浜（直結）
  - みなとみらい東急スクエア[注 1]
  - クイーンズスクエア横浜郵便局
  - 横浜みなとみらいホール
  - 横浜ベイホテル東急
- 横浜ランドマークタワー
  - スカイガーデン（展望フロア）
  - ドックヤードガーデン（重要文化財）
  - ランドマークプラザ
  - 横浜ランドマークタワー郵便局
- パシフィコ横浜
  - 国際会議場
  - ヨコハマグランドインターコンチネンタルホテル
- 横浜美術館
- MARK IS みなとみらい（直結）
  - ローソン・ユナイテッドシネマ STYLE-S みなとみらい（映画館）
- みなとみらいセンタービル（直結）
- MMパークビル（直結）
- みなとみらいビジネススクエア（直結）
- オーシャンゲートみなとみらい
- けいゆう病院
- 三菱重工横浜ビル
  - 三菱みなとみらい技術館
- 横浜コネクトスクエア
- ぴあアリーナMM
- みなとみらいグランドセントラルタワー
- 横浜メディアタワー
- 横浜銀行本店ビル
- 日石横浜ビル
- コレットマーレ
- グランモール公園
- 臨港パーク
- 日本丸メモリアルパーク
  - 日本丸 (初代)
  - 横浜みなと博物館
- ぷかりさん橋
- 万葉倶楽部（温泉施設）
- 横浜ワールドポーターズ
  - イオンシネマみなとみらい（映画館）
- よこはまコスモワールド
  - コスモクロック21（大観覧車）
- 安藤百福発明記念館 横浜（カップヌードルミュージアム 横浜)
- 横浜赤レンガ倉庫

### 路線バス
クイーンズスクエア
| のりば | 系統     | 経由地 | 行先           | 運行事業者 |
| ------ | -------- | ------ | -------------- | ---------- |
| 1      | 156・292 |        | パシフィコ横浜 | ■市営      |
| 2      | 292      | 御所山 | 浅間町車庫前   | ■市営      |

## その他
自動券売機でPASMOの利用履歴を印字した場合、当駅は乗車駅・降車駅欄ともに全角で「MM」と印字される。かつてパスネットで自動改札機を利用した時のカード裏面への印字も同様であった。
クイーンズスクエア連絡口は、クイーンズスクエアの営業店舗がすべて閉店する時刻とともに閉鎖される。

### みらいチューブ
地下3階改札口横にあるアーチ状の空間のことである。柱がないため、イベントや待ち合わせ場所として使われる。また、パブリックメディア技術により、みらいチューブのアーチ部分に広告や時報などの映像が流れる。

### 折り返し乗車について
横浜駅から渋谷方面に向かう客が、正規運賃を支払わず当駅で折り返し乗車をする例が多発している。みなとみらい線を運営する横浜高速鉄道はポスター等で告知を行っているが効果が薄いため、ある一定の期間で折り返し乗車をする乗客を対象に検札を行い、悪質な場合には増運賃を徴収する対策を実施している。

## 隣の駅
横浜高速鉄道
 みなとみらい線
- □S-TRAIN停車駅（西武秩父方面は乗車のみ、元町・中華街行きは降車のみ）

■特急（Fライナー含む）
横浜駅 (MM01) - みなとみらい駅 (MM03) - 元町・中華街駅 (MM06)
□通勤特急・■急行（馬車道方当駅から各駅に停車）
横浜駅 (MM01) - みなとみらい駅 (MM03) - 馬車道駅 (MM04)
■各駅停車
新高島駅 (MM02) - みなとみらい駅 (MM03) - 馬車道駅 (MM04)